# Osmia cyaneonitens
Osmia cyaneonitens là một loài Hymenoptera trong họ Megachilidae. Loài này được Cockerell mô tả khoa học năm 1906.